# مسجد غبن
جامع غبن ويسمى أيضازاوية الأباريقى ، هو أحد المساجد التي انشئت في عصر الدولة الايوبية في مصر ، ويقع في شارع محمد ذو الفقار بالمنيل في جزيرة الروضة .

## وصفه
يتكون حاليا من مسجد بسيط مستطيل الشكل خالى من الأروقة والإيوانات، ويتصدر حائطه الشرقي محراب بجانبه منبر بسيط، وبجوار مكان الصلاة يوجد ضريح الشيخ الأباريقى ، وهو عبارة عن غرفة ترتفع بضع درجات عن أرضية المسجد. والغرفة مستطيلة الشكل اقتطع منها جزء مربع أقيمت فوقه قبة، وفي منطقة الانتقال من المربع إلى دائرة توجد حنيات كبيرة في الأركان، وجدران الضريح وكذا القبة مزخرفة بزخارف زيتية حديثة، وبين حنيات الأركان توجد أربع نوافذ مربعة صغيرة.

## وصلات خارجية
- آثار القاهرة الإسلامية نسخة محفوظة 31 مايو 2014 على موقع واي باك مشين.